# Azenhas do Mar

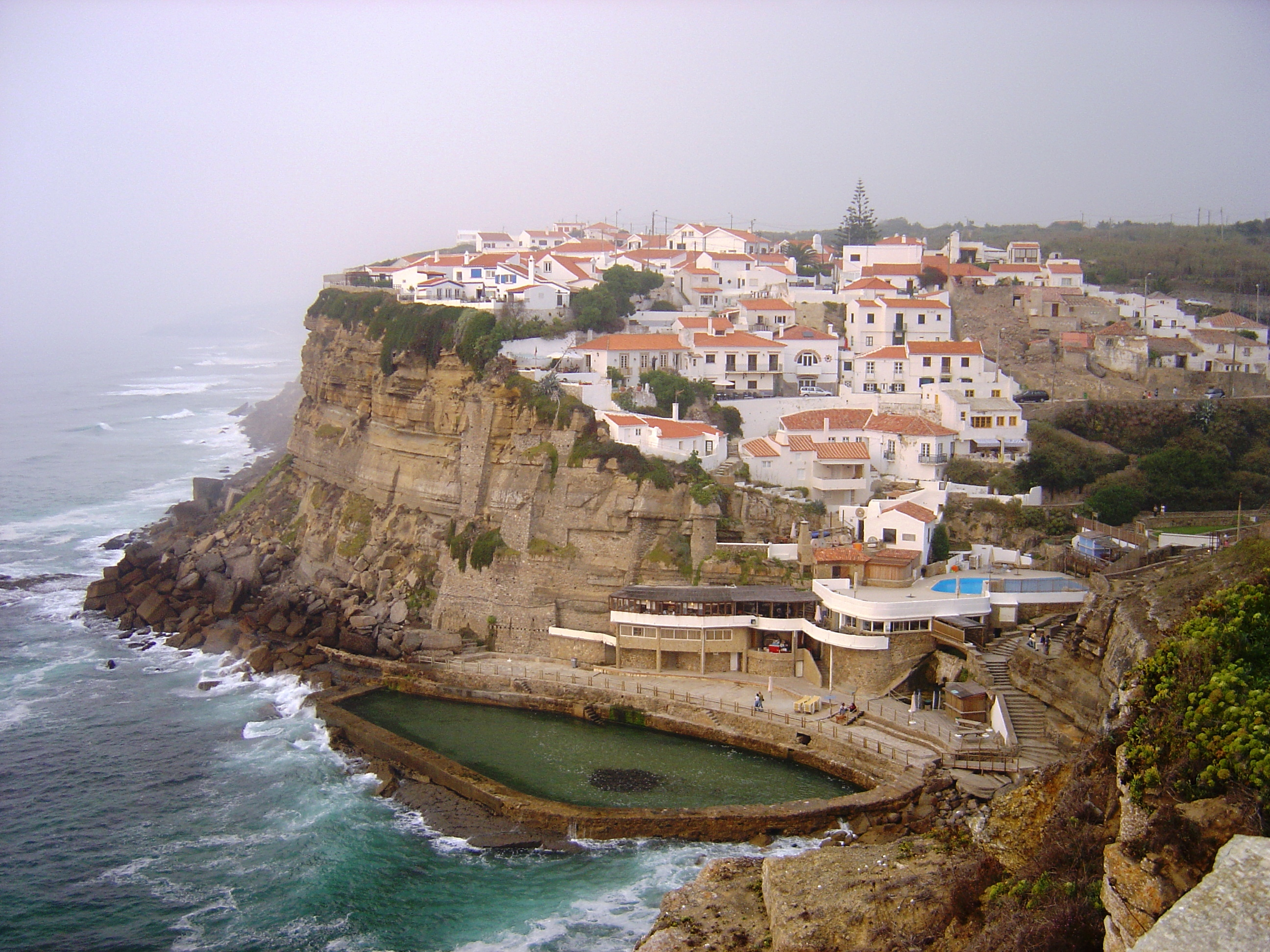
Azenhas do Mar

Azenhas do Mar (800 ab. ca.) è una popolare stazione balneare portoghese sull'Oceano Atlantico, situata nella frazione (freguesia) di Colares, nel comune di Sintra (Distretto di Lisbona, Portogallo sud-occidentale).

## Geografia

### Collocazione
Azenhas do Mar si trova a ca. 10 km ad ovest del centro di Sintra.

## Caratteristiche
La stazione balneare è nota per la sua posizione, in un promontorio a picco sul mare ed è caratterizzata da edifici di color bianco. Nella località si trovano anche vari edifici storici con facciate abbellite dai tipici azulejos.

## Origini del nome
La parola azenha (plur.: azenhas) significa in portoghese “mulino ad acqua” e fa riferimento alla presenza in loco di mulini ad acqua nei tempi passati.

## Economia
Attualmente l'attività principale è il turismo.
In precedenza, la località viveva soprattutto di  agricoltura (produzione di vino) e di pesca (soprattutto di frutti di mare).